# Mnészarkhosz (filozófus)
Mnészarkhosz (Kr. e. 6. század – Kr. e. 5. század) görög filozófus.
Püthagorasz fia volt, atyjának halála után Aristaeust követte a püthagoraszi iskola élén.
Amikor ő fiatalon meghalt, utódja Bulagorasz filozófus lett.
Művei nem maradtak fenn.